# S&M
Az S&M a Metallicának a San Franciscó-i Szimfonikus Zenekarral közösen készült koncertfelvétele. A két lemezen ismert Metallica számok klasszikus, nagyzenekari átiratait hallhatjuk, ezzel együtt a domináns szerep azért a gitároknak, a dobnak, és természetesen Hetfield énekének jut. Különösen érdekes hallani a komolyzenei betéteket olyan durva thrash számokban, mint a Battery. A Metallica 1999-ig kiadott összes lemezéről játszanak, kivéve az elsőt, a Kill ’Em Allt. Az „S&M” rövidítésben az „S” betű a Symphonic szóra, az „M” pedig a zenekar nevére utal. Valószínűleg az utalás a szado-mazóra nem véletlen, mely kifejezésnek ugyancsak széles körben elterjedt rövidítése az SM. Az album világszerte hatalmas sikert aratott. 2000-ben Grammyt is kaptak a Legjobb Instrumentális Rock Szám kategóriában a Call of Ktulu-ért.
A koncertet DVD-n is kiadták. Az album szerepel az 1001 lemez, amit hallanod kell, mielőtt meghalsz című könyvben.

## Az album dalai
| 1.  | The Ecstasy of Gold          | Ennio Morricone                                          | A Jó, a Rossz és a Csúf filmből | 2:30 |
| 2.  | The Call of Ktulu            | Cliff Burton, James Hetfield, Dave Mustaine, Lars Ulrich | Ride the Lightning              | 9:34 |
| 3.  | Master of Puppets            | Burton, Kirk Hammett, Hetfield, Ulrich                   | Master of Puppets               | 8:54 |
| 4.  | Of Wolf and Man              | Hammett, Hetfield, Ulrich                                | Metallica                       | 4:18 |
| 5.  | The Thing That Should Not Be | Hammett, Hetfield, Ulrich                                | Master of Puppets               | 7:26 |
| 6.  | Fuel                         | Hammett, Hetfield, Ulrich                                | ReLoad                          | 4:35 |
| 7.  | The Memory Remains           | Hetfield, Ulrich                                         | ReLoad                          | 4:42 |
| 8.  | No Leaf Clover               | Hetfield, Ulrich                                         | korábban kiadatlan              | 5:43 |
| 9.  | Hero of the Day              | Hammett, Hetfield, Ulrich                                | Load                            | 4:44 |
| 10. | Devil's Dance                | Hetfield, Ulrich                                         | ReLoad                          | 5:26 |
| 11. | Bleeding Me                  | Hammett, Hetfield, Ulrich                                | Load                            | 9:01 |

| 1.  | Nothing Else Matters    | Hetfield, Ulrich          | Metallica            | 6:47 |
| 2.  | Until It Sleeps         | Hetfield, Ulrich          | Load                 | 4:29 |
| 3.  | For Whom the Bell Tolls | Burton, Hetfield, Ulrich  | Ride the Lightning   | 4:52 |
| 4.  | ‒ Human                 | Hetfield, Ulrich          | korábban kiadatlan   | 4:19 |
| 5.  | Wherever I May Roam     | Hetfield, Ulrich          | Metallica            | 7:01 |
| 6.  | Outlaw Torn             | Hetfield, Ulrich          | Load                 | 9:58 |
| 7.  | Sad But True            | Hetfield, Ulrich          | Metallica            | 5:46 |
| 8.  | One                     | Hetfield, Ulrich          | …And Justice for All | 7:53 |
| 9.  | Enter Sandman           | Hammett, Hetfield, Ulrich | Metallica            | 7:39 |
| 10. | Battery                 | Hetfield, Ulrich          | Master of Puppets    | 7:24 |

## Közreműködők
- James Hetfield – gitár, ének
- Lars Ulrich – dob
- Kirk Hammett – szólógitár
- Jason Newsted – basszusgitár
- Bob Rock – producer
- Michael Kamen – karmester
- San Franciscó-i Szimfonikus Zenekar